# Французьке Марокко
Французьке Марокко (араб. الحماية الفرنسية في المغرب) (фр. Protectorat français du Maroc) — французький протекторат в Марокко, встановлений Феським договором. Французьке Марокко не включав північ країни, який був іспанським протекторатом. Існував з 1912, коли протекторат був офіційно впроваджено, до проголошення незалежності Марокко (2 березня 1956 року).

## Передмова
Незважаючи на слабкість своїх повноважень, династія Алауїтів спромоглась у 18 і 19 століттях зберегти незалежність Марокко в той час як інші держави в регіоні зазнали турецького, французького або британського панування. Проте, наприкінці 19-го століття слабкість і нестабільність Марокко стали передумовами європейського втручання для захисту інвестицій і вимог економічних поступок. Перші роки 20 століття стали піком дипломатичних маневрів, через які європейські держави і Франція, зокрема, проторили свої інтереси в Північній Африці.
Французька діяльність в Марокко почалася наприкінці 19 століття. У 1904, французький уряд спробував встановити протекторат над Марокко, а також підписав дві двосторонні секретні угоди з Англією (8 квітня) 1904 р. і Іспанією (7 жовтня) 1904, які гарантували підтримку в цій справі. Франція та Іспанія таємно розкраяли терен султанату, Іспанія отримала концесії на крайній півночі і півдні країни.

### Перша Марокканська криза
Перша Марокканська криза вибухнула через імперське суперництво великих держав, в даному випадку, між Німеччиною, з одного боку і Францією, за Британської підтримки, з іншого. Німеччина негайно прийняла дипломатичні заходи, щоб заблокувати нову угоду, у тому числі невдалий візит Вільгельма II в Танжер, Марокко 31 березня 1905. Кайзер Вільгельм намагався отримати підтримку в Марокко, якщо держава вступить у війну з Францією чи Англією, і виступив з промовою, висловивши підтримку незалежності Марокко, що було провокаційним викликом французькому впливу в Марокко.
У 1906 році Альхесіраська конференція була проведена для вирішення суперечки, і Німеччина підписала угоду, за якою Франція погодилася поступитися контролем над марокканською поліцією, але зберегли ефективний контроль над марокканськими політичними і фінансовими справами. Альхесіраська конференція лише тимчасово вирішила Першу Марокканську кризу, й загострила міжнародну напруженість між Троїстим союзом і Антантою.

### Агадірська криза
У 1911 р. спалахнуло повстання в Марокко проти султана, Мауля Абд аль-Хафіз ібн аль-Хасана. На початку квітня 1911 року, султан був обложений у своєму палаці у Фесі і Франція відправила війська, за для придушення повстання під приводом захисту життя і майна європейців. Німеччина дала згоду на окупацію міста. Марокканські війська обложили окуповане французами місто. Приблизно за місяць, французькі війська прорвали облогу. 5 червня 1911 іспанці окупували Лараше і Ксар-ель-Кебір. 1 липня 1911, німецький канонерський човен Пантера прибув у порт Агадір. Негайно послідувала негативна реакція з боку Франції і Великої Британії.

## Французький протекторат 1912—1956
Франція офіційно отримала протекторат над Марокко згідно з Феським договором (30 березня, 1912), скасовуючи рештки незалежності. З чисто юридичної точки зору, договір не позбавляв Марокко статусу суверенної держави. Султан царював, але не правив. Султан Мауля Абд аль-Хафіз ібн аль-Хасан відрікся від престолу на користь свого брата Мулай Юсуфа, після підписання договору. 17 квітня 1912, марокканських піхотинців збунтувалися у французькому гарнізоні у Фесі. Марокканці не змогли захопити місто і зазнали поразки від французьких військ. Наприкінці травня 1912 року, марокканські війська знову невдало напали на розширений французький гарнізон у Фесі.

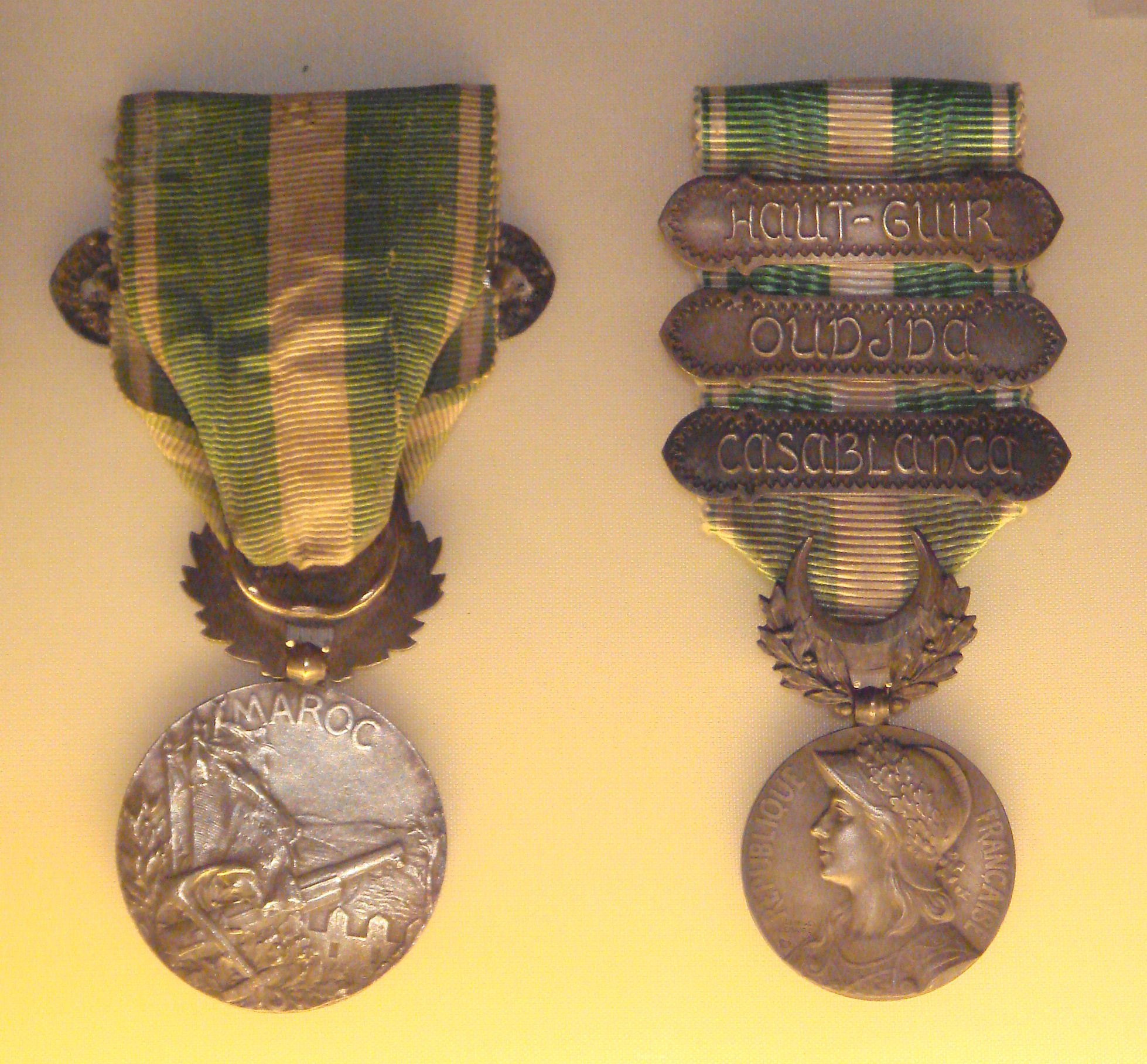
Медаль Французького Марокко

Цивільний прапор Французького Марокко (1919—1946)

Прапор Рифської республіки (1921—1926)

При встановленні протекторату над більшою частиною Марокко, французи мали досвід завоювання Алжиру та встановлення протекторату над Тунісом, вони взяли останній як модель для їх марокканської політики. Були, проте, суттєві відмінності. По-перше, протекторат було створено лише два роки до початку Першої світової війни, після якої змінився розклад на світовій арені. По-друге, хоч Марокко мала тисячолітні традиції незалежності, хоча вона була під сильним впливом цивілізації Мусульманської Іберії, вона ніколи не була у складі Османської імперії. Ці обставини і близькість Марокко до Іспанії створили особливі відносини між двома державами.
Унікальність ще була в тому що країну було розкраяно між різними протекторами — Іспанці набували суцільну смугу володінь на півночі Марокко (Іспанське Марокко) (Іспанія мала отримати протекторат над Танжером і Ер-Риф, Іфні на узбережжі Атлантичного океану на південному заході, а також над сектором Тарфайя на південь від річки Драа, де султан залишався номінальним сувереном і був представлений віце-регентом в Сіді-Іфні під контролем іспанської комісії).
За для умиротворення Марокко французький уряд сприяв економічному розвитку, зокрема, розробці корисних копалин, створення сучасної транспортної системи і розвитку сучасного сільськогосподарського сектору, спрямованого на французький ринок. Десятки тисяч колоністів оселились в Марокко і скупили велику кількість багатих сільськогосподарських угідь. Колоністи постійно тиснули на Францію за для збільшення французького контролю над Марокко.

## Опозиція контролю Франції

### Рифське повстання
Правління султана Юсефа 1912—1927, було бурхливим і відзначено частими повстаннями проти Іспанії та Франції. Найсерйознішим з них було повстання берберів в горах Риф, на чолі з Абд аль-Крим. Якому вдалося встановити Рифську республіку. Хоча це повстання спочатку почалося в іспанському районі, на півночі країни, воно досягло французької зони, і палало поки коаліція Франції і Іспанії, нарешті, не перемогла повстанців в 1925 році. Для забезпечення їх власної безпеки, французький суд переїхав з Феса в Рабат, яке було столицею країни досі.

### Націоналістичні партії
У грудні 1934 року, невелика група націоналістів, членів новоствореного Comité d'Action Marocaine — CAM, запропонували план реформ, які закликали до повернення до непрямого управління, як це передбачено Феським договором, допуск марокканців на державні посади, і створення представницьких рад. Помірна тактика, використовувалась CAM для просування реформ — в тому числі клопотання, газетні публікації і особисті заклики до Франції. Націоналістичні політичні партії, які згодом виникли під французьким протекторатом, ґрунтували свої доводи щодо незалежності Марокко на Атлантичній хартії.
У січні 1944 Істікляль, яка згодом стала провідним націоналістичним рухом, випустила маніфест вимагаючий повної незалежності, національного возз'єднання, і демократичної конституції. Султан затвердив маніфест до його представлення французькому генерал-резиденту, який відповів, що не в його компетенції розглядати зміни до статусу протекторату.

### Вигнання Султана Мухаммеда
Загальні симпатії султана націоналістам стали очевидні наприкінці війни, хоча він все ще сподівався досягнути повну незалежність поступово. Натомість за активної підтримки більшості колоністів Франція категорично відмовилася розглядати навіть реформу спрямовану на автономію. Ця позиція сприяла збільшенню ворожості між націоналістами і колоністами.
Мохаммед V і його родина були вислані на Мадагаскар в січні 1954 року. Його замінили непопулярним Мухаммед бен Аараф, чиє царювання було сприйнято як нелегітимне, викликало активну протидію французькому ставленику серед націоналістів які бачили султана релігійним лідером. У 1955 році бен Аараф втік до Танжеру, де він офіційно відрікся від престолу.
Пізніше, зіткнувшись зі зростанням насильства в Марокко, і погіршенням ситуації в Алжирі, Мухаммеда V було повернуто із заслання 16 листопада 1955, і знову визнано султаном. У лютому 1956 року він успішно провів переговори з Францією за незалежність Марокко, а в 1957 році прийняв титул короля.

## Незалежність 1956
Наприкінці 1955 року, Мохаммед V успішно провів переговори про поступове відновлення незалежності Французького Марокко. Султан погодився проводити реформи, які б трансформували Марокко в конституційну монархію з демократичною формою правління. У лютому 1956 року, Марокко отримала обмежене самоврядування. Подальші переговори про повну незалежність завершилися іспано-марокканською угодою, підписаною в Парижі 2 березня 1956. 7 квітня того ж року Франція офіційно відмовилася від свого протекторату в Марокко. Інтернаціональне місто Танжер було реінтегровано, з підписанням Танжерського протоколу 29 жовтня 1956. Скасування іспанського протекторату і визнання марокканського незалежності Іспанією обговорювалося окремо і зроблено остаточно у Спільній декларації від квітня 1956 року. Завдяки цієї угоди з Іспанією у 1956—1958 році, марокканський контроль над деякими іспанськими теренами.